# SN 2006pz
SN 2006pz – supernowa typu Ia odkryta 16 listopada 2006 roku w galaktyce A025508+0014. W momencie odkrycia miała maksymalną jasność 22,70m.